# Álvaro de Bazán y Benavides
Álvaro de Bazán y Benavides (Nápoles, 15 de septiembre de 1571-Palacio Real de Madrid, 17 de agosto de 1646), II marqués de Santa Cruz, grande de España, fue un destacado marino de guerra español al servicio de la Monarquía hispánica tanto en el Mediterráneo como en la Guerra de los Treinta Años. Muy prolífico en batallas, resultó invicto en todas las que dirigió como jefe, al igual que sus también ilustres padre y abuelo.

## Biografía

### Orígenes familiares
Álvaro de Bazán y Benavides nació en una familia de importantes militares y marinos de la Monarquía durante los siglos XVI y XVII, pues era hijo de Álvaro de Bazán y Guzmán, I marqués de Santa Cruz, y nieto de Álvaro de Bazán el Viejo, y de su mujer María Benavides de la Cueva, hija de Francisco de Benavides y de Isabel de la Cueva, condes de Santisteban.

### Primeras actuaciones bélicas
Bazán comenzó su andadura militar en 1596, cuando participó en la defensa de Cádiz contra el ataque de la flota inglesa. Un año después fue nombrado capitán general de las galeras de Portugal, puesto que mantuvo hasta 1603, cuando se le requirió un temerario despliegue para tratar de socorrer a la flota de Federico Spínola, atacada por los ingleses ante la bahía de Sesimbra. Bazán fue gravemente herido en el fuego de los mayores galeones ingleses y sin él su flotilla quedó desorganizada, debiendo retirarse los españoles. Tras su recuperación, se reubicó en Nápoles con el cargo de capitán general de las galeras locales.

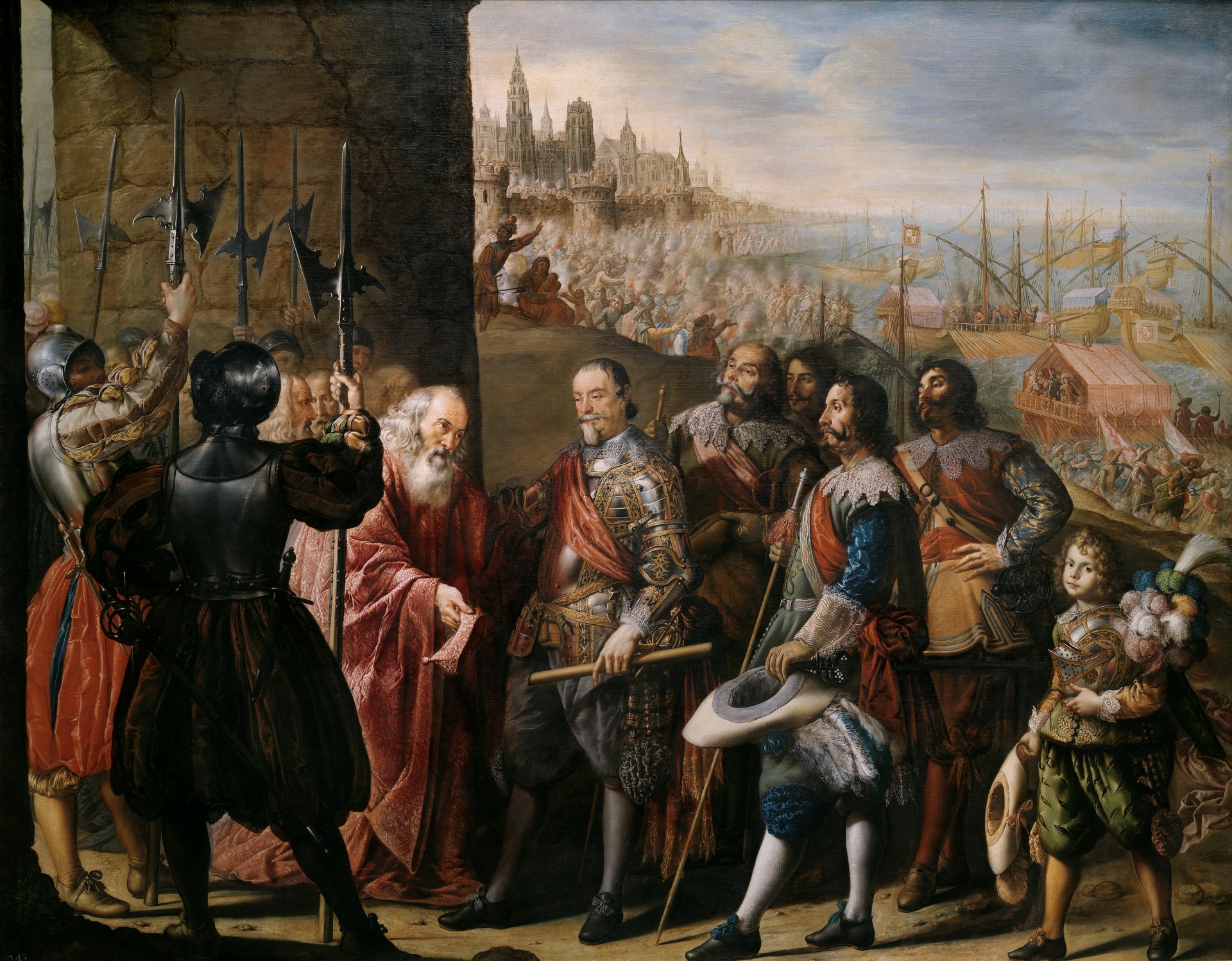
Socorro a Génova por el marqués de Santa Cruz, 1634. Museo del Prado, Madrid, óleo sobre lienzo (290x370 cm) de Antonio de Pereda.

### Guerra en el Mediterráneo
El nuevo rey Felipe III cerraba entonces una alianza con la Persia safávida para atacar al imperio otomano por ambos flancos. Bazán participó en la ofensiva hispana desde Nápoles en 1603, desplegando su escuadra y atacando con gran éxito las posesiones otomanas en Grecia, donde saqueó las islas de Zante, Patmos y Longo durante todo 1604. Al año siguiente sumó un ataque contra la villa de Estarcho en el mismo archipiélago, y poco después saqueó la fortaleza turca de Durazzo en la costa de Albania, desde donde los corsarios turcos solían hostigar Nápoles. El propio Bazán solicitó a la corte licencia para expedir patentes de corso contra los turcos en 1606, pero le fue denegada debido a la postura cortesana de que el corso era una práctica impropia de la gravedad imperial.
En 1608, tomó a su cargo capturar la fortaleza mora de Larache, pero el clima arruinó la expedición en pleno desembarco, y no queriendo exponerse a ser atacado en estado vulnerable, ordenó la retirada. Al año siguiente, su flota ayudó a transportar a los a los moriscos expulsados de España, y en 1610 fue lugarteniente durante la voluntara cesión de Larache a la Monarquía hispánica. La inestabilidad y hostilidad del norte de África llamó a una serie de operaciones contra sus pobladores, y el marqués de Santa Cruz, ahora capitán de galeras de Nápoles, se unió a ellas. En septiembre de 1611, en compañía de genoveses, malteses y de la escuadra de Sicilia capitaneada por Octavio de Aragón, Bazán saqueó las Islas Querquenes, matando a más de 300 enemigos y capturando 500.
A esto le siguió una operación conjunta en mayo de 1612 con Antonio Pimentel, recién llegado de una incursión a La Goleta bajo los auspicios del virrey de Sicilia, Pedro Téllez-Girón, Duque de Osuna. Arrasaron el puerto de Bizerta, donde las fuerzas del Túnez otomano estaban armándose. En 1614 Bazán asistió en la toma de La Mámora. Esta fue su última actuación como capitán de Nápoles, ya que se lo hizo capitán de las galeras de España.
En 1617, por aviso del Duque de Osuna, formó parte de un contingente destinado a impedir el paso por el estrecho por Gibraltar a una flota mercenaria holandesa contratada por la República de Venecia, pero la descoordinación de las órdenes reales hizo imposible cazar a los neerlandeses. Después de la batalla naval de Ragusa, donde la armada de Osuna diezmó a la veneciana, Miguel de Vidazabal cerró el paso de otra flota holandesa que los venecianos habían hecho llamar como refuerzos en 1618, pero esta vez Bazán hubo de comunicarle que la corte ordenaba no detenerles. Los mercenarios estacionados en la Serenísima participarían dos meses después en la dudosa Conjuración de Venecia, en la que se acusó a Osuna de tratar de sublevarles. Bazán en tanto fue nombrado en 1620 teniente general de la mar consejero del virrey de Sicilia, Manuel Filiberto de Saboya, para quien capturó varios galeones holandeses con las galeras sicilianas.
Se dedicó entonces a la guerra contra los musulmanes. En 1622, una armada conjunta de galeras asaltó el Levante y capturó 42 caramuzales cerca de Alejandría. En mayo de 1624, tuvo noticia de que una flota corsaria de Bizerta y Argel había salido de sus bases, por lo que también salió con 14 galeras sicilianas y 14 maltesas, derrotándola en la batalla de Palermo.
A pesar de la superioridad de los galeones sobre las galeras, que el propio Duque de Osuna había demostrado en el Cabo Celidonia, Bazán parecía haber encontrado la fórmula para invertir la situación. Tras capturar un galeón holandés, coronó la empresa destruyendo en la batalla del golfo de Túnez los tres grandes galeones del corsario moro Alí Arráez Rabazín, renegado ferrarés y antiguo condenado a galeras a su cargo. Resultaron determinantes los cañones de fabricación italoespañola de las naves del marqués, que le permitieron acribillar a los barcos musulmanes hasta hacerlos embarrancar en el intento de ponerse a salvo, tras lo que Bazán les abordó por las popas y arrestó de nuevo a Rabazín y a gran parte de sus tripulaciones.
Por el camino de Ibiza se encontraron con cuatro galeones tunecinos llegando desde Alejandría, capturándolos y obteniendo grandes botines. Poco después una flota española mandaba una carta de socorro al virrey Filiberto, avisando de haber acorralado en la costa dálmata a una nueva flota berberisca que Bazán llevaba tiempo buscando, que eran 13 galeras. Bazán acudió raudo y ofreció a los berberiscos rendirse, pero al negarse y resistirse con brío, el español hundió o capturó a todas sus naves en la consiguiente batalla de la costa de Dalmacia. El virrey Filiberto falleció al mes siguiente, siendo sustituido por Giovanni Doria, y poco después la escuadra de galeras de Bazán hundió tres naves francesas en aguas de Provenza.

### Génova y Flandes
En 1625, Bazán ya era Consejo de Estado y Guerra de Felipe IV por sus constantes devastaciones a las flotas musulmanas. Al entrar en la Guerra de la Valtelina contra la Francia del Cardenal Richelieu, sin embargo, el marqués invirtió sus energías en rescatar a la tradicional aliada de España, la República de Génova, de un asedio francés, veneciano y saboyano. Entrando en la ciudad por mar mientras Gómez Suárez de Figueroa hacía lo propio desde tierra, rescataron Génova de las fuerzas enemigas, acción inmortalizada por el pintor Antonio Pereda para el Salón de Reinos del palacio del Buen Retiro. Con la serie de victorias españolas que componían el llamado annus mirabilis, Francia cedió a firmar la paz en el Tratado de Monzón, aunque de forma poco duradera. En el transcurso de la guerra, Bazán había conquistado Albenga, Ventimiglia y todas las plazas costeras francesas una por una.
En un giro para su carrera, el marqués fue nombrado gobernador y capitán general del Milanesado en 1630, la primera vez que ocuparía cargos destacados en tierra firme, y a la que seguiría un destino en Flandes. Con la muerte del genio militar de Ambrosio Spínola, las posiciones en los Países Bajos españoles habían quedado muy inestables con la menor gestión del conde Hendrik van den Berg, por lo que recayó en Bazán el tratar de recuperar la ofensiva. Sin embargo, el marqués se encontró con un ejército caótico y desorganizado, en el que no encontró fuerzas para romper el sitio de Mastrique de Federico Enrique de Orange-Nassau. Fue sustituido por Gonzalo Fernández de Córdoba y Cardona, llegado desde el Palatinado y ayudado por Gottfried von Pappenheim, que igualmente fracasó en salvar la plaza. La situación no se recuperaría hasta la llegada del Cardenal-Infante Fernando dos años después.
Bazán regresó a España con puesto de mayordomo mayor de la reina, pero al poco tiempo hubo de volver a Nápoles, desde donde organizó una invasión por mar a tierras francesas para aliviar la presión enemiga sobre Lombardía. La flota que lideró para arrebatar a Francia las Islas de Hyères fue gravemente malograda por un temporal, por lo que se decidió cambiar de objetivo a las Islas Lérins, que Bazán y García de Toledo ocuparon y retuvieron en 1635, convirtiéndolas en una base desde la que atacar el tráfico mercante francés. La estrategia resultó exitosa y facilitó la resistencia lombarda.
El marqués de Santa Cruz participó bajo el mando de Melchor de Borja en la batalla del canal de Córcega, venciendo en inferioridad de medios a una flota holandesa. Tras ello continuó yendo y viniendo por los frentes de la guerra, siendo nombrado en 1639 gobernador de Orán y derrotando allí a una armada mora que pretendía tomar el puerto en 1643. Fallecería tres años más tarde.

## Matrimonio y descendencia
Álvaro de Bazán y Benavides se casó en 1590, en Almagro, con Guiomar Manrique de Lara, hija de Bernardino Manrique de Lara, hijo de los II duques de Nájera, y Ana de Castro, con quien tuvo a:
- Álvaro de Bazán y Manrique de Lara (m. 1660), I marqués del Viso[13], caballero de la Orden de Santiago y capitán de las galeras de Nápoles, casado con María Francisca Doria del Carreto,[15] hija de Carlos Doria del Carreto (1576-1649), I marqués y I duque de Tursi, grande de España, patricio genovés y napolitano, caballero de la Orden de Alcántara, y de su esposa, Placidia Spínola (1584-1660), II marquesa de Calice y Veppo.[16] Nacieron dos hijos de este matrimonio: Álvaro de Bazán Doria Carreto, II marqués del Viso y caballero de la Orden de Santiago;[13] y Ana Guiomar de Bazán Doria Carreto, III marquesa del Viso, casada con Diego de Bazán de Silva,[17] VII conde de Galve.[13] Ninguno de los hijos de Álvaro Bazán y Manrique de Lara dejaron descendencia y los títulos de marqués de Santa Cruz y del Viso los heredó su hermana María Eugenia.

- María Eugenia de Bazán Manrique de Lara y Benavides (m. 11 de noviembre de 1677), V marquesa de Santa Cruz[15] y IV marquesa del Viso,[13] casada con Jerónimo Pimentel Zúñiga y Requesens (m. 15 de abril de 1631), I marqués de Bayona,[15] caballero de la Orden de Calatrava, comendador de la Esparra en la Orden, virrey de Cerdeña (1626-1631) y general de las galeras de España.[18] Era hijo de Juan Alonso Pimentel de Herrera, VIII conde de Benavente y V duque de Benavente, y de su segunda esposa, Mencía de Zúñiga y Requesens.[19]

- María Ana de Bazán y Benavides, dama de la reina Isabel de Borbón,[1] casó en 1631 con Fernando Quesada Mendoza I conde de Garciez, caballero de la Orden de Santiago y maestre de campo del ejército de Flandés.[13][20] Tuvieron siete hijos en común que no llegaron a la edad adulta.[21]

- Magdalena de Bazán, casada con Francisco del Bosco Isfar y Vilaragut, II conde de Vicari, II príncipe dela Cattólica desde 1655, III duque de Misilimeri, caballero de la orden de Alcántara y prefecto de la milicia siciliana. Sin descendencia.[13]

## Títulos y cargos
- II marqués de Santa Cruz.[1]
- Grande de España.[1]
- II señor de la Villa de Valdepeñas y del Viso.[1]
- Patrón del Santuario de Nuestra Señora de las Nieves, en Almagro.
- Comendador de Alhambra y de La Solana, y Trece de la Orden de Santiago.
- Administrador de la Encomienda de la Peña de Martos, en la Orden de Calatrava.
- Capitán General de las Galeras de Portugal, Nápoles y España.[1]
- Teniente general del mar.[1]
- Gobernador del Milanesado.[1]
- Maestre de campo general en Flandes, en el servicio de la archiduquesa Isabel Clara Eugenia, hermana de Felipe III.
- Maestre de los Consejos de Estado y Guerra del rey Felipe IV de España, y gentilhombre de su Cámara.
- Mayordomo Mayor de la reina Isabel de Borbón, consorte de Felipe IV.[1]

## Álvaro de Bazán y Benavides en el arte
Álvaro de Bazán y Benavides fue exaltado por Lope de Vega en su obra Servir a un señor discreto; y, junto con su padre, por Calderón de la Barca en uno de sus autos sacramentales.
Además, aparece en algunos cuadros representando sus hazañas bélicas como es el cuadro Socorro a Génova por el marqués de Santa Cruz del pintor Antonio de Pereda.